# Puchar Hiszpanii w koszykówce kobiet
Puchar Hiszpanii w koszykówce kobiet (hisz. Copa de la Reina de Baloncesto – Puchar Królowej Hiszpanii) – cykliczne krajowe rozgrywki sportowe, prowadzone systemem pucharowym, organizowane corocznie (co sezon) przez Hiszpańską Federację Koszykówki dla hiszpańskich żeńskich klubów koszykarskich. Drugie – po mistrzostwach Hiszpanii – rozgrywki w hierarchii ważności, w hiszpańskiej koszykówce. Rozgrywki zostały zainicjowane w 1943. W 1978 rozgrywki zyskały dzisiejszą nazwę (Copa de la Reina de Baloncesto).
Puchar jest rozgrywany w połowie sezonu zasadniczego ligi hiszpańskiej. Na przestrzeni lat był rozgrywany w rozmaitych formatach. W 2019 wprowadzono format final four.

## Finały
| Sezon     | Miejsce                | Mistrzynie            | Wynik         | Wicemistrzynie        |
| --------- | ---------------------- | --------------------- | ------------- | --------------------- |
| 1943      | Palma                  | RCD Espanyol          | 13–10         | Real Madryt           |
| 1944      | Vigo                   | Centro XI             | 16–12         | RCD Espanyol          |
| 1945      | Madryt                 | Centro XI             | 39–11         | Buenavista XI         |
| 1946–1949 | Nie rozegrano          | Nie rozegrano         | Nie rozegrano | Nie rozegrano         |
| 1950      | Gijón                  | Madryt XI             | ?             | Guadalajara XI        |
| 1951      | Madryt                 | Madryt XI             | 33–15         | García Vives          |
| 1952      | Barcelona              | Madryt XI             | 32–20         | Hispano Francés       |
| 1953      | Madryt                 | Madryt XI             | 30–20         | Barcelona XI          |
| 1954-1959 | Nie rozegrano          | Nie rozegrano         | Nie rozegrano | Nie rozegrano         |
| 1960      | Saragossa              | Cottet Barcelona      | 36–34         | Picadero              |
| 1961      | San Sebastián          | Medina A Coruña       | 27–22         | CREFF Madryt          |
| 1962      | Salamanka              | CREFF Madryt          | 38–34         | Indo Barcelona        |
| 1963      | Barcelona              | CREFF Madryt          | 33–28         | Indo Barcelona        |
| 1964-1971 | Nie rozegrano          | Nie rozegrano         | Nie rozegrano | Nie rozegrano         |
| 1972      | Teneryfa               | CREFF Madryt          | 45–44         | Picadero              |
| 1973      | Alcoy                  | Filomatic Picadero    | 46–39         | Ignis Mataró          |
| 1974      | Ávila                  | CREFF Madryt          | 64–48         | Ignis Mataró          |
| 1975      | Granada                | Piceff                | 57–45         | CREFF Madryt          |
| 1976-1977 | Nie rozegrano          | Nie rozegrano         | Nie rozegrano | Nie rozegrano         |
| 1978      | León                   | Picadero              | 62–55         | Celta de Vigo         |
| 1979      | Badalona               | Picadero Íntima       | 64–54         | Celta de Vigo         |
| 1980      | Alcalá de Henares      | Picadero Íntima       | 83–82         | Celta de Vigo         |
| 1981      | Vigo                   | Celta Citröen         | 74–58         | Picadero              |
| 1982      | Ferrol                 | Celta Citröen         | 101–68        | Complutense           |
| 1983      | Guadalajara            | Picadero Comansi      | 63–62         | Celta de Vigo         |
| 1984      | Santiago de Compostela | Celta Citröen         | 77–74         | Real Canoe            |
| 1985      | Sewilla                | Comansi-Masnou        | 76–61         | Coronas Light         |
| 1986      | Tortosa                | Tortosa Sabor d'Abans | 69–67         | Real Canoe            |
| 1987      | Teneryfa               | Tortosa Sabor d'Abans | 84–57         | Arjeriz Xuncas        |
| 1988      | Lugo                   | Tortosa Raventós      | 59–56         | Arjeriz Xuncas        |
| 1989      | Teneryfa               | Tortosa Tarragona     | 71–56         | Inlusa Xuncas         |
| 1990      | Jerez de la Frontera   | Banco Zaragozano      | 95–94         | Microbank-El Masnou   |
| 1991      | Vigo                   | Dorna Godella         | 76–72         | Real Canoe            |
| 1992      | Gandia                 | Dorna Godella         | 89–82         | Banco Zaragozano      |
| 1993      | Granada                | BEX - Banco Exterior  | 76–64         | Godella               |
| 1994      | Pampeluna              | Dorna Godella         | 79–77         | BEX                   |
| 1995      | Walencja               | Costa Naranja Godella | 65–46         | Gran Canaria          |
| 1996      | Huesca                 | Real Canoe            | 84–69         | Costa Naranja Godella |
| 1997      | Valladolid             | Pool Getafe           | 75–43         | Celta de Vigo         |
| 1998      | Lugo                   | Pool Getafe           | 86–63         | Gran Canaria          |
| 1999      | Linares                | Gran Canaria          | 69–44         | CD Ensino             |
| 2000      | Godella                | Gran Canaria          | 73–48         | Ciudad de Burgos      |
| 2001      | Las Palmas             | Celta de Vigo         | 66–64         | Halcón Viajes         |
| 2002      | Salamanka              | Ros Casares           | 76–57         | CD Ensino             |
| 2003      | Saragossa              | Ros Casares           | 81–70         | UB-Barça              |
| 2004      | Palma                  | Ros Casares           | 72–67         | Perfumerías Avenida   |
| 2005      | Walencja               | Perfumerías Avenida   | 74–68         | Mann Filter Zaragoza  |
| 2006      | León                   | Perfumerías Avenida   | 67–60         | Ros Casares           |
| 2007      | Jerez de la Frontera   | Ros Casares           | 72–60         | Perfumerías Avenida   |
| 2008      | Sewilla                | Ros Casares           | 68–66         | San José              |
| 2009      | Salamanka              | Ros Casares           | 65–60         | Puig d'en Valls       |
| 2010      | Saragossa              | Ros Casares           | 64–62         | Perfumerías Avenida   |
| 2011      | Walencja               | Rivas Ecópolis        | 63–59         | Ros Casares           |
| 2012      | Arganda del Rey        | Perfumerías Avenida   | 68–57         | Ros Casares           |
| 2013      | Zamora                 | Rivas Ecópolis        | 83–62         | Perfumerías Avenida   |
| 2014      | Torrejón de Ardoz      | Perfumerías Avenida   | 69–67         | Rivas Ecópolis        |
| 2015      | Torrejón de Ardoz      | Perfumerías Avenida   | 66–62         | Conquero Huelva Wagen |
| 2016      | San Sebastián          | Conquero Huelva Wagen | 60–52         | Perfumerías Avenida   |
| 2017      | Girona                 | Perfumerías Avenida   | 80–76         | Spar CityLift Girona  |
| 2018      | Saragossa              | Perfumerías Avenida   | 76–62         | Spar CityLift Girona  |
| 2019      | Vitoria-Gasteiz        | Perfumerías Avenida   | 79–71         | Spar CityLift Girona  |

## Bilans finalistek
| Zespół                | Puchary | 2. miejsce | Zwycięskie lata                                |
| --------------------- | ------- | ---------- | ---------------------------------------------- |
| Perfumerías Avenida   | 8       | 5          | 2005, 2006, 2012, 2014, 2015, 2017, 2018, 2019 |
| Ros Casares           | 7       | 3          | 2002, 2003, 2004, 2007, 2008, 2009, 2010       |
| Picadero              | 6       | 3          | 1973, 1975, 1978, 1979, 1980, 1983             |
| Celta de Vigo         | 4       | 5          | 1981, 1982, 1984, 2001                         |
| Godella               | 4       | 2          | 1991, 1992, 1994, 1995                         |
| CREFF Madryt          | 4       | 2          | 1962, 1963, 1972, 1974                         |
| Tortosa               | 4       | 0          | 1986, 1987, 1988, 1989                         |
| Madrid XI             | 4       | 0          | 1950, 1951, 1952, 1953                         |
| Islas Canarias        | 2       | 2          | 1999, 2000                                     |
| Rivas Ecópolis        | 2       | 1          | 2011, 2013                                     |
| Centro XI             | 2       | 0          | 1944, 1945                                     |
| Real Canoe            | 1       | 3          | 1996                                           |
| Banco Zaragozano      | 1       | 1          | 1990                                           |
| BEX                   | 1       | 1          | 1993                                           |
| El Masnou             | 1       | 1          | 1985                                           |
| RCD Espanyol          | 1       | 1          | 1943                                           |
| Conquero              | 1       | 1          | 2016                                           |
| Cottet Barcelona      | 1       | 0          | 1960                                           |
| Medina A Coruña       | 1       | 0          | 1961                                           |
| Uni Girona CB         | 0       | 3          |                                                |
| Xuncas Lugo           | 0       | 3          |                                                |
| Ensino Lugo           | 0       | 2          |                                                |
| Ignis Mataró          | 0       | 2          |                                                |
| Indo Barcelona        | 0       | 2          |                                                |
| Puig d'en Valls       | 0       | 1          |                                                |
| Mann Filter Saragossa | 0       | 1          |                                                |
| Buenavista XI         | 0       | 1          |                                                |
| Guadalajara XI        | 0       | 1          |                                                |
| Hispano Francés       | 0       | 1          |                                                |
| García Vives          | 0       | 1          |                                                |
| Coronas Light         | 0       | 1          |                                                |
| Complutense           | 0       | 1          |                                                |
| Real Madryt           | 0       | 1          |                                                |
| UB-Barça              | 0       | 1          |                                                |
| Ciudad de Burgos      | 0       | 1          |                                                |